# Yeni Göyçə
Yeni Göyçə è un comune dell'Azerbaigian situato nel distretto di Şəmkir.